# Свято-Михайлівська церква (село Новоставці)

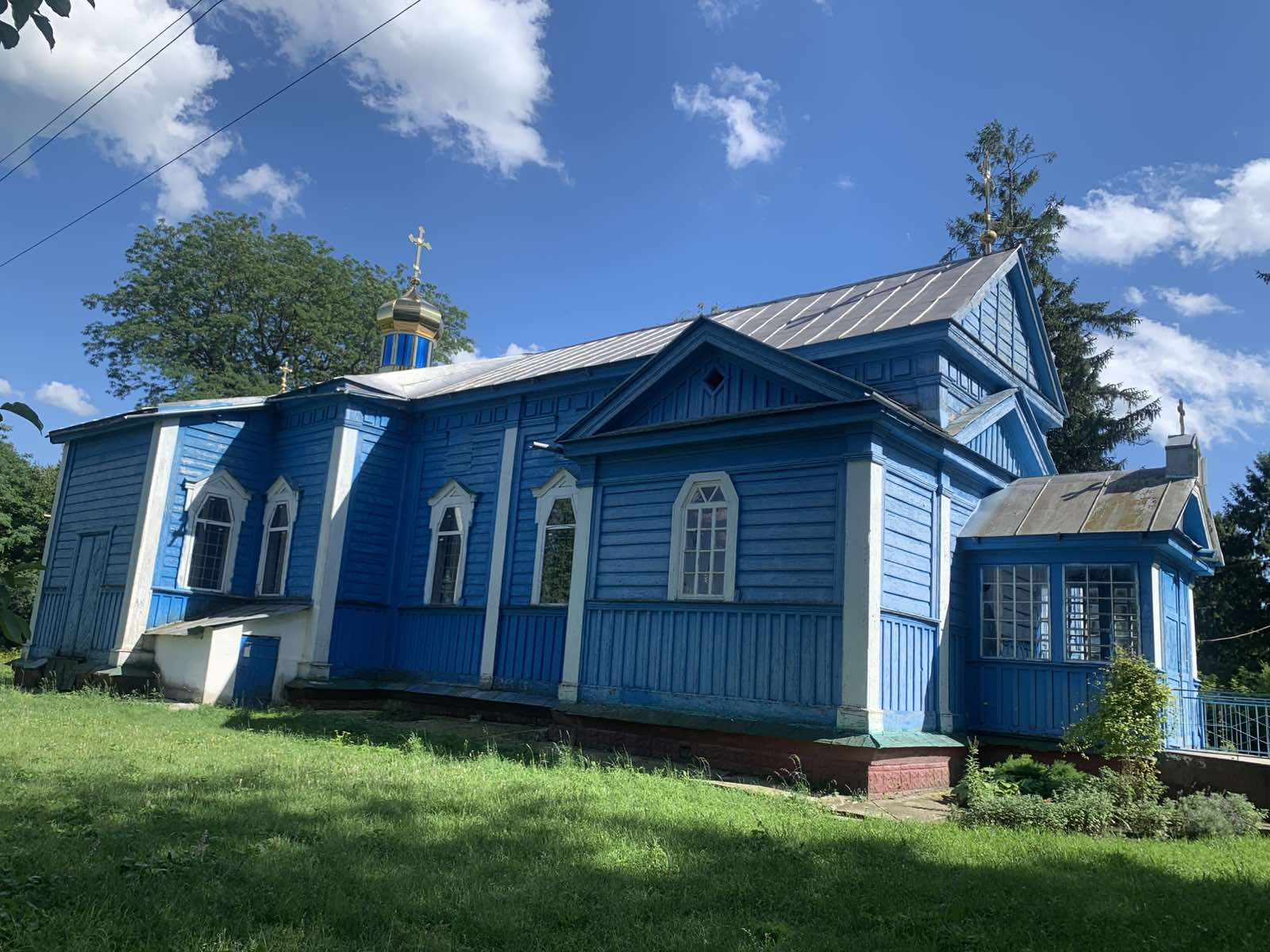

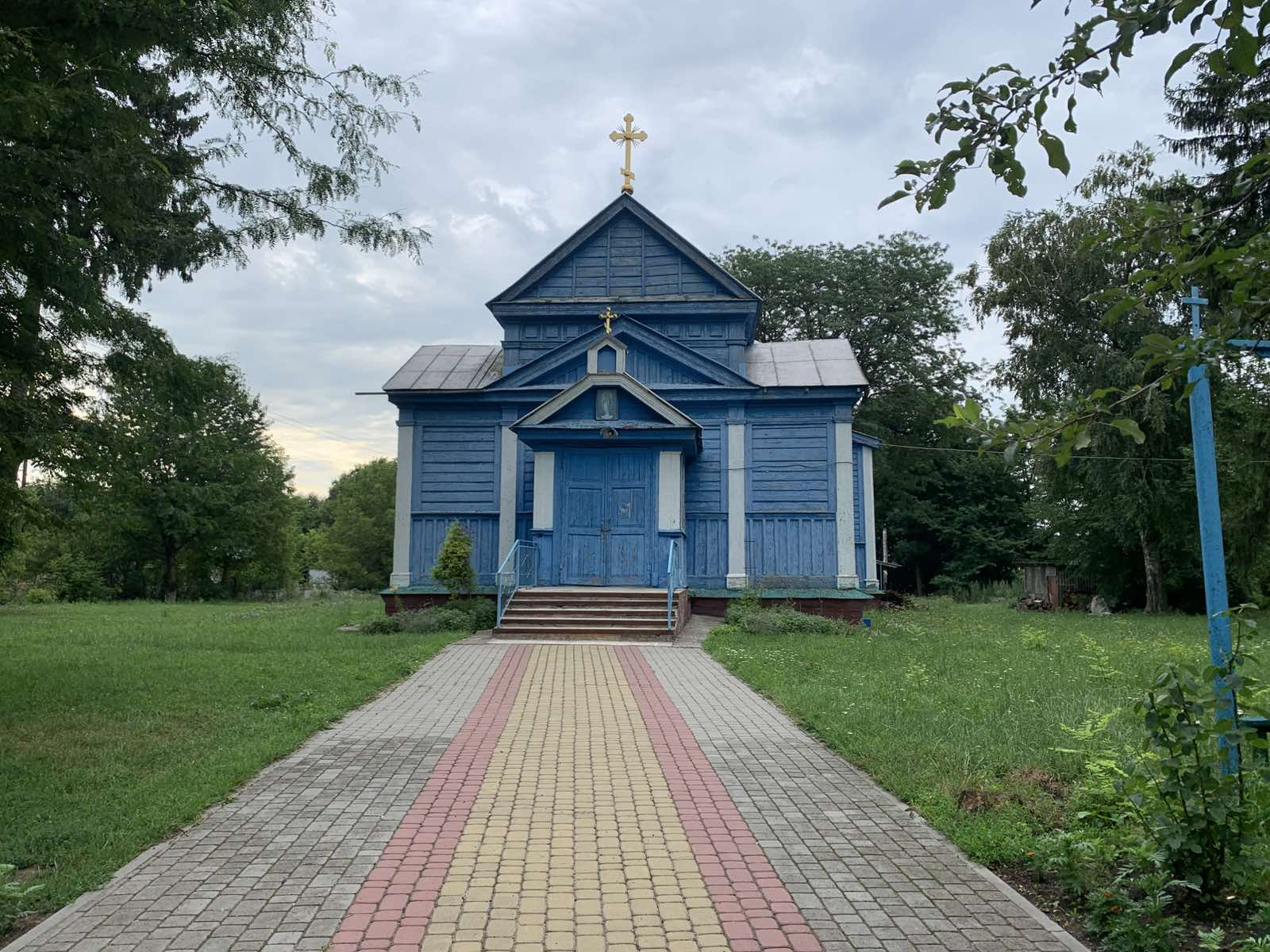

Свято-Михайлівська церква — православна церква ПЦУ у селі Новоставці  Теофіпольської громади Хмельницького району Хмельницької області

## Історія
У 1774 році в Новоставцях була збудована на кам'яному фундаменті дерев'яна православна церква. Вона діяла 120 років, прийшла в аварійний стан, і її знесли. На цьому місці у 1894 році на кам'яному фундаменті було збудовано нову дерев'яну Свято-Михайлівську церкву. Будували церкву за кошти парафіян. Казна (держава) допомогла лісовим матеріалом. Церква була шестикупольна, покрита залізною бляхою, в середині та ззовні пофарбована масляними фарбами. Був виготовлений новий дуже гарний іконостас. У церкві велися і зберігалися з 1775 року метричні книги, але за радянських часів були знищені. Церква мала в трьох місцях (в урочищах «Безодні», «Заставки» і поблизу села) 48 десятин і 32 квадратних сажні землі.  Нею користувалися священник і псаломщик. У 1886 році для служителів церкви були збудовані жилі будинки і господарські приміщення. За даними 1895 року в новоставецькій парафії, до якої відносилось і село Кривовілька, налічувалося 1410 чоловік православних, 78 католиків і 22 чоловік євреїв. Всього 1500 чоловік. У 30 –х роках Новоставецький шестикупольний Свято-Михайлівський православний храм  був підданий руйнації: знесені всі куполи, знищено іконостас, церковну бібліотеку, архів, метричні книги з 1775 року та все церковне обладнання. У церкві розмістили сільський клуб і, мабуть, через це збереглося церковне приміщення. Під час Великої Вітчизняної війни в клубі розмістили церкву, яка після реконструкції діє по цей час.
30 липня 2023 року відбувся схід села, на порядку денному було  громадське обговорення стосовно переходу Свято-Михайлівської церкви в підпорядкування Православної Церкви України.
Згідно протоколу, зареєструвалися 168 громадян.
Відповідно до підсумкового голосування перехід підтримали 108 присутніх, проти 33, 1 утримався.
Рішення прийняте. Релігійна громада села Новоставці перейшла  до Православної Церкви України

## Архітектура
Церква має площу 258.6 квадратних метрів. Побудована з дерева та покрита бляхою сірого кольору, купол покритий жовтою бляхою, ззовні стіни пофарбовані в синій колір.
В інтер'єрі церкви є вівтар, середня частина,тамбур, під церквою є підвал.